# Geodorum
Genre
Classification phylogénétique
Geodorum est un genre d'orchidées terrestres d'Asie du Sud-Est, comptant 12 espèces.

## Étymologie
Le nom Geodorum a été formé à partir du préfixe grec "gèa" = terre, par référence au mode de vie terrestre de la plante.

## Répartition
Asie du Sud-Est depuis le sud-est de la Chine, la Malaisie et jusqu'en Nouvelle-Guinée

## Liste d'espèces
- Geodorum appendiculatum  Griff. (1845)
- Geodorum candidum  (Roxb.) Lindl. (1855)
- Geodorum citrinum  Jacks. (1811) - especie tipo
- Geodorum densiflorum  (Lam.) Schltr. (1919)
- Geodorum duperreanum  Pierre (1882)
- Geodorum esquimlei  Schltr. (1921)
- Geodorum eulophioides  Schltr. (1921)
- Geodorum laxiflorum  Griff. (1845)
- Geodorum pallidum  D.Don (1825)
- Geodorum pulchellum  Ridl. (1908)
- Geodorum recurvum  (Roxb.) Alston (1931)
- Geodorum recurvum  (Roxb.) Alston (1931)